# Tannières
Tannières é uma comuna francesa na região administrativa de Altos da França, no departamento de Aisne. Estende-se por uma área de 2,55 km². Em 2010 a comuna tinha 17 habitantes (densidade: 6,7 hab./km²).